# Unreal Tournament
Unreal Tournament (eller UT) er et populært actionspil. Det blev udviklet af Epic Games i år 1999 som en opfølger til spillet Unreal fra 1998, og fokuserede primært på multiplayer-delen. Spillet blev udgivet som en direkte konkurrent til id's Quake III Arena, der blev sendt på markedet kun 10 dage senere. Mens Quake III Arena var overlegen rent grafikmæssigt, udmærkede Unreal Tournament sig med sine indbyggede computerspilleres kunstige intelligens, og det såkaldte "alternate fire" der bidrog kraftigt til spillets actiontaktiske element ved at udvide alle våben med en ekstra skydefunktion. Spillets succes på multiplayerområdet blev belønnet med adskillige "årets spil"-titler. Et andet element ved spillet, der var med til at gøre det populært og langtidsholdbart, var , som ved det originale Unreal, muligheden for at udvikle udvidelser til spillets kerne i form af såkaldte "mods" og "mutators"; sidstnævnte værende mindre udvidelser, der blot ændrede få aspekter ved spillet.
Unreal Tournament blev også udgivet til PlayStation 2 i år 2000 og til Sega Dreamcast i år 2001. Disse versioner tillod op til henholdsvis 4 og 8 personer at spille mod hinanden.